# Bâtiment de l'ancien Comité populaire municipal à Vršac
Le bâtiment de l'ancien Comité populaire municipal à Vršac (en serbe cyrillique : Зграда бившег градског народног одбора у Вршцу ; en serbe latin : Zgrada bivšeg gradskog narodnog odbora u Vršcu) est situé à Vršac et dans le district du Banat méridional, en Serbie. Il est inscrit sur la liste des monuments culturels de grande importance de la république de Serbie (identifiant no SK 1441).